# 1 Lyga
De Pirma lyga (1 Lyga) is de op een na hoogste voetbalcompetitie in Litouwen na de A lyga die door de Litouwse voetbalbond (LLF) wordt georganiseerd.
De competitie bestaat afwisselend uit twaalf tot zestien teams, al naargelang hoeveel clubs aan de licentie-eisen kunnen voldoen en welke clubs er zich terugtrekken. De kampioen promoveert naar de A lyga, mits deze een geldige licentie heeft. Vanuit de Pirma lyga is er degradatie mogelijk naar de Antra lyga die uit een zuidelijke en westelijke poule bestaat.
De Pirma lyga is de hoogste competitie die bereikbaar is voor belofte-elftallen van clubs uit de A lyga.

## Club

### 2022
| #   | Team             | Licentie | Opmerkingen                                                                               |
| --- | ---------------- | -------- | ----------------------------------------------------------------------------------------- |
| 1.  | FK Atmosfera     |          |                                                                                           |
| 2.  | FK Babrungas     |          |                                                                                           |
| 3.  | BFA Vilnius      |          |                                                                                           |
| 4.  | Banga B          |          | reserve                                                                                   |
| 5.  | Žalgiris B       |          | reserve                                                                                   |
| 6.  | Panevėžys B      |          | reserve                                                                                   |
| 7.  | FK Neptūnas      |          |                                                                                           |
| 8.  | FK Minija        |          |                                                                                           |
| 9.  | FK Šilas         |          | 2022 werd een deel van de Marijampolė City. Sloot zich aan en verhuisde naar Marijampolė. |
| 10. | Be1 NFA          |          |                                                                                           |
| 11. | FK Garliava      |          |                                                                                           |
| 12. | DFK Dainava      |          |                                                                                           |
| 13. | FK Nevėžis       |          |                                                                                           |
| 14. | FK Ekranas       |          |                                                                                           |
| 15. | FA Šiauliai B    |          | reserve                                                                                   |
| 16. | Riteriai B       |          | reserve                                                                                   |
|     |                  |          |                                                                                           |
| 17. | Sūduva B         |          | reserve                                                                                   |
| 18. | Kauno Žalgiris B |          | reserve                                                                                   |

### 2020[2]
| Club                 | Gesticht | Opmerkingen |
| -------------------- | -------- | ----------- |
| FK Atmosfera         | 2012     |             |
| BFA                  | 2007     |             |
| DFK Dainava          | 2016     |             |
| FC Hegelmann Litauen | 2009     |             |
| FK Jonava            | 1991     |             |
| FC Džiugas           | 2014     |             |
| Kauno Žalgiris B     | 2017     | reserve     |
| FK Minija            | 2017     |             |
| Panevėžys B          | 2019     | reserve     |
| Riteriai B           | 2015     | reserve     |
| FA Šiauliai          | 2007     |             |
| Žalgiris B           | 2015     | reserve     |
|                      |          |             |
| Nevėžis              | (1992)   |             |
|                      |          |             |
| Vilniaus Vytis       | 2012     |             |

### 2019
| Team                  | Licentie | Opmerkingen                                            |
| --------------------- | -------- | ------------------------------------------------------ |
| Banga                 |          |                                                        |
| Nevėžis               |          |                                                        |
| FC Pakruojis          |          |                                                        |
| FC Džiugas            |          |                                                        |
| Žalgiris B            |          |                                                        |
| Stumbras B            |          |                                                        |
| Trakai B (Riteriai B) |          |                                                        |
|                       |          |                                                        |
| FK Vilnius/BFA        |          |                                                        |
| FK Minija             |          |                                                        |
| DFK Dainava           |          |                                                        |
| Vilniaus Vytis        |          |                                                        |
| FC Hegelmann Litauen  |          |                                                        |
| FK Atmosfera          |          |                                                        |
|                       |          |                                                        |
| FA Šiauliai           |          | Juridische criteria niet geïmplementeerd               |
| FC Kupiškis           |          | Sportcriteria niet geïmplementeerd                     |
| FK Jonava             |          | Documentatie van financiële criteria is niet verstrekt |

## Kampioenen
* 1991/92 - 1998/99 herfst-lente competities. Overige competities waren lente-herfst competities